# Buchema granulosa
Buchema granulosa is een slakkensoort uit de familie van de Horaiclavidae. De wetenschappelijke naam van de soort is voor het eerst geldig gepubliceerd in 1834 door Sowerby I.